# Anabarilius xundianensis
Anabarilius xundianensis е вид лъчеперка от семейство Шаранови (Cyprinidae).

## Разпространение
Видът е разпространен в Китай.